# Stéroïde sexuel
Un stéroïde sexuel est une hormone stéroïdienne qui interagit avec les récepteurs des androgènes ou les récepteurs des œstrogènes ou le récepteur de la progestérone chez les vertébrés.
Le terme stéroïde sexuel est utilisé comme synonyme de hormone sexuelle.

## Production
Les stéroïdes sexuels naturels sont produits par les gonades (les ovaires ou les testicules), par les glandes surrénales, par conversion d'autres stéroïdes sexuels dans d'autres tissus comme le foie ou le tissu graisseux.

## Rôles
Les stéroïdes sexuels jouent un rôle important dans les changements du corps que l'on appelle caractères sexuels primaires et caractères sexuels secondaires.

## Classes
Dans bien des contextes, les deux principales classes de stéroïdes sexuels sont les androgènes et les œstrogènes, les plus importants (chez les humains) étant respectivement la testostérone et l'œstradiol. Dans d'autres contextes on trouvera une troisième classe de stéroïdes sexuels : les progestatifs, distincts des androgènes et des œstrogènes; le plus important d'entre eux (et leur seul représentant chez les humains) est la progestérone.
Il y a également de nombreux stéroïdes sexuels de synthèse. Les androgènes de synthèse sont souvent appelés stéroïdes anabolisants. Les œstrogènes et progestatifs de synthèse sont utilisés dans les pilules contraceptives. Le diéthylstilbestrol est un œstrogène de synthèse.